# ハインツ・G・コンザリク
ハインツ・G・コンザリク（Heinz G. Konsalik、1921年5月28日 - 1999年10月2日）は、ドイツの小説家。男性。ケルン生まれ。本名はハインツ・ギュンター。「コンザリク」は母方の姓。
時事性を重視したエンターテインメント小説を40年を超える作家生活で百数十冊刊行。その執筆ジャンルは冒険物や恋愛物、スパイ物、戦記物からメディカルスリラーまで多岐にわたる。ドイツの国民作家であり、ヨーロッパでコンザリクの名を知らない人はいないというほどの国境を越えたベストセラー作家である。

## 略歴
ケルン、ミュンヘン、ウィーンの各大学で演劇学、文学史、ドイツ文学を学ぶ。第二次世界大戦に召集され、報道班員として独ソ戦の各地を転戦。1945年に復員。その後大学を卒業し、出版社勤務を経て1951年からフリーの小説家となった。
作品の時事性を重視しており、結果的に予言的な作品となったものも少なくなかった。1972年にミュンヘンオリンピック事件が発生した際には、それに酷似した事件を描いた作品を前年に発表していたため、コンザリクの作品が事件を引き起こしたのではないかとして社会問題化した。
日本では、香港での連続殺人事件をティン警部とドイツ人医師のメルカーが捜査する『死の微笑』（1983年）や、航空業界の実態に迫るテクノスリラー『SOS発信!』（1995年）などが翻訳出版されている。

## 日本語訳作品
- 第6軍の心臓 : 1942〜3年スタリングラート地下野戦病院 （訳：金森誠也、1984年3月、フジ出版社、ISBN 4-89226-061-4）（Das Herz der 6. Armee）
- スタリングラートの医師 : 捕虜収容所5110-47 （訳：畔上司、1984年9月、フジ出版社、ISBN 4-89226-067-3）（Der Arzt von Stalingrad）
- 極限に生きる : 疎外され死ぬ以外の権利を剥奪された一団の物語 （訳：畔上司、1985年6月、フジ出版社、ISBN 4-89226-068-1）（Strafbataillon 999）
- 死の微笑 （訳：畔上司、1997年6月、文春文庫、ISBN 4-16-730975-0）（Der Dschunkendoktor (1983)）
- SOS発信! （訳：畔上司、1998年9月、文春文庫、ISBN 4-16-752755-3）（Mayday, Mayday: Eastern Wings 610 (1995)）